# Sebastián Iradier
Sebastián de Iradier y Salaverri (Salberri), també conegut com a Sebastián Yradier, (Lantziego, 20 de gener de 1809 - Vitòria, 6 de desembre de 1865) fou un compositor basc, autor de la famosa havanera La Paloma.
Se'n tenen poques dades biogràfiques, però se sap que als nou anys cantava en el cor de la col·legiata de Santa Maria de Vitòria i que dels setze als divuit anys va ser organista de l'església de San Miguel, també de Vitòria.
A Madrid, va participar en diferents sarsueles, com La Praderia del Canal (1847), en la qual va col·laborar amb L. Cepeda i Cristóbal Oudrid.
Més tard es va traslladar a París, on va exercir com a professor de cant de l'emperadriu Eugènia de Montijo. Fou el seu editor en aquesta ciutat qui li va recomanar de canviar la inicial del cognom, que es convertí així en Yradier.
Va ser conegut principalment per les seues havaneres i especialment per la titulada La Paloma, composta al voltant de 1860 després d'una visita a Cuba. Aquesta cançó es va fer enormement popular als països on es parla o es coneix la llengua espanyola, i va ser responsable de la creixent popularitat que va aconseguir l'havanera.
Una altra havanera d'Iradier, titulada El Arreglito, va ser incorporada per Georges Bizet en la seua òpera Carmen, i és coneguda hui com l'Havanera d'aquesta obra. Bizet creia que la melodia era una cançó popular, i la va incloure a la seva obra sense pensar-s'ho gaire.
Iradier va casar-se l'any 1829 amb Brígida de Iturburu, natural de Salvatierra, que és on es va celebrar el seu matrimoni.